# شهرستان یی‌آن
شهرستان یی‌آن (به چینی: 依安县) یک شهرستان در استان هئی‌لونگ‌جیانگ چین است که در تابعیت شهر چیچیهار قرار دارد. شهرستان یی‌آن ۳٬۶۷۶٫۴۲ کیلومتر مربع مساحت و ۳۵۳٬۸۷۲  نفر جمعیت دارد و ۲۱۰ متر بالاتر از سطح دریا واقع شده‌است.

## تقسیمات اداری
شهرستان که‌دونگ به ۶ شهرک و ۹ قصبه تابعه تقسیم شده است. دو «میدان» هم‌سطح قصبه نیز تابع این شهرستان می‌باشند، مانند نواحی اداری مزارع و مراتع.
- شهرک ژونگ‌شین (中心镇، Zhōngxīn zhèn)
- شهرک سان‌شینگ (三兴镇، Sānxìng zhèn)
- شهرک شوانگ‌یانگ (双阳镇، Shuāngyáng zhèn)
- شهرک شین‌شینگ (新兴镇، Xīnxīng zhèn)
- شهرک یی‌لونگ (依龙镇، Yīlóng zhèn)
- شهرک یی‌آن (依安镇، Yī'ān zhèn)

- قصبه تای‌دونگ (太东乡، Tàidōng xiāng)
- قصبه جیه‌فانگ (解放乡، Jiěfàng xiāng)
- قصبه شانگ‌یوو (上游乡، Shàngyóu xiāng)
- قصبه شیان‌فنگ (先锋乡، Xiānfēng xiāng)
- قصبه شین‌تون (新屯乡، Xīntún xiāng)
- قصبه شین‌فا (新发乡، Xīnfā xiāng)
- قصبه فوراو (富饶乡، Fùráo xiāng)
- قصبه هونگ‌شینگ (红星乡، Hóngxīng xiāng)
- قصبه یانگ‌چون (阳春乡، Yángchūn xiāng)
- قصبه شین‌تون (新屯乡، Xīntún xiāng)

- میدان زادآوری اسب هونگ‌چی (红旗种马场، Hóngqí zhǒngmǎchǎng)
- میدان زراعتی یی‌آن (依安农场، Yī'ān nóngchǎng)